# Off-White
Off-White (Cách viết khác như Off-White™ hoặc OFF-WHITE c/o VIRGIL ABLOH™) là một thương hiệu thời trang đường phố xa xỉ phong cách Ý được sáng lập bởi nhà thiết kế thời trang người Mỹ gốc Ghana Virgil Abloh tại Milan, Ý vào năm 2012. Thương hiệu tập trung vào thời trang thường ngày và thời trang đường phố của cả nam và nữ và có 24 cửa hàng trên toàn thế giới. Thương hiệu thời trang này cũng được bày bán tại nhiều cửa hàng thời trang xa xỉ như Barneys, Selfridges, Harrods và Le Bon Marché.

## Lịch sử
Thương hiệu được sáng lập bởi DJ, nhà thiết kế và doanh nhân Virgil Abloh tại một thành phố Ý ở Milan vào năm 2012. Các mẫu thiết kế của Off-White được rất nhiều người nổi tiếng lựa chọn, có thể kể đến như Rihanna, Beyoncé, Jay-Z, Kanye West, Drake, Justin Bieber, A$AP Rocky, Hardwell, Travis Scott, Kylie Jenner, Kendall Jenner, Camila Cabello, Gigi và Bella Hadid.

## Hợp tác

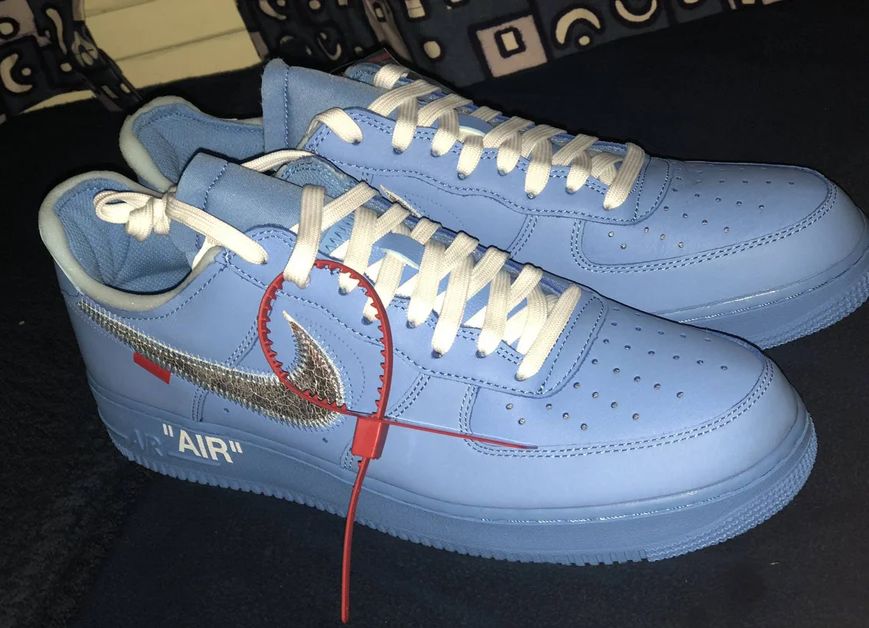
Off-White x Nike Air Force 1

Off-White hợp tác với rất nhiều thương hiệu như Nike, Levi, Jimmy Choo, IKEA, Moncler, Browns, Warby Parker, SSENSE, Sunglass Hut, Champion, Converse, Umbro và Timberland, cho ra đời rất nhiều sản phẩm thiết kế cao cấp, được nhiều tín đồ thời trang săn tìm.